# Біги
Біги — це різновид кінних перегонів, у яких коні мчать певним алюром (риссю або інохіддю). Зазвичай вони тягнуть двоколісний візок, який називається гойдалка, або павук, або колісницю, яку займає візник. У Європі, рідше в Австралії та Новій Зеландії, перегони за участю жокеїв, які їздять прямо на осідланих рисаках (trot monté французькою мовою).

## Біги
У Північній Америці перегони обмежені конями стандартної породи, хоча європейські скакові коні також можуть бути французькими рисаками або російськими рисаками або мати змішане походження з родоводами від кількох порід. Окремі біги орловських рисаків в Росії. Легкі холоднокровні рисаки та фінські коні змагаються окремо у Фінляндії, Норвегії та Швеції.
Американські рисаки названі так тому, що в перші роки племінної книги Standardbred до книги допускалися лише ті коні, які могли бігти риссю або пробігати милю за стандартний час (або чиї нащадки могли робити це) не більше ніж 2 хвилини 30 секунд. У коней пропорційно коротші ноги, ніж у чистокровних, і довші тіла. Стандартні породи зазвичай мають більш спокійну вдачу через домішку нечистокровної крові в породі.
Батько-засновник сьогоднішнього американського коня був Мессенджер, сірий чистокровний кінь, привезений до Америки в 1788 році та придбаний Генрі Астором, братом Джона Джейкоба Астора. Астор тримав коня упродовж двох років на Лонг-Айленді, а потім продав його К. В. Ван Ранцу.
Від Мессенджера народився правнук, Гемблтоніан 10 (1849—1876), кінь, який отримав широку популярність завдяки своїй майстерності в перегонах і успішному нащадку. Походження практично всіх північноамериканських рисаків можна простежити від чотирьох синів Гемблтоніана 10.
Станом на 1 січня 2019 року Foiled Again є найбагатшим конем стандартної породи у світі. Foiled Again пішов у відставку 1 січня 2019 року, але тоді 15-річний мерин залишив незгладимий слід в анналах бігів. Він уклав рекорд 331/109–70–46 і заробив рекордні 7 635 588 доларів США на гаманці. В одному зі своїх останніх забігів на трасі Rosecroft Raceway він переміг 10-річного переможця кар'єри Real Flight із призом понад 600 000 доларів.
Im Themightyquinn (нар. у 2004 р.) — австралійський чемпіон американський рисак, відомий тим, що був тричі Австралійським упряжним конем року та триразовим переможцем Inter Dominion (2011—2013). I'm Themightyquinn за свою кар'єру виграв понад 4,5 мільйона австралійських доларів.

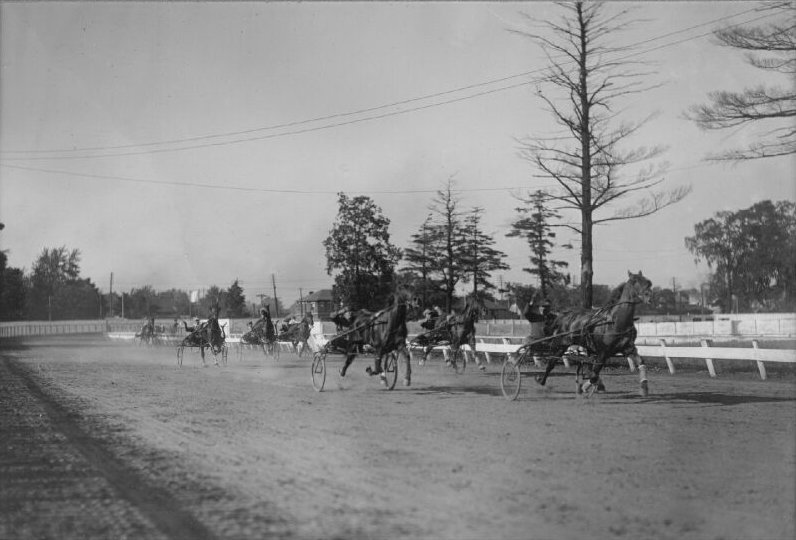
Біги в Лондоні, Онтаріо, 1923 р.

Перегони можна проводити двома різними алюрами: риссю та кроком. Різниця полягає в тому, що рисак пересуває ноги вперед парами по діагоналі (права передня і ліва задня, потім ліва передня і права задня одночасно вдаряються об землю), тоді як іноходець рухає ногами вбік (права передня і права задня разом, потім ліва передня і ліва задня).
У континентальній Європі перегони проводяться виключно серед рисаків, тоді як в Австралії, Канаді, Новій Зеландії, Великій Британії та США також проводяться перегони для іноходців. Перегони складають від 80 % до 90 % перегонів на упряжних упряжах, які проводяться в Північній Америці, тоді як в Австралії та Новій Зеландії більшість бігів тепер також призначені для іноходців, хоча цей вид спорту досі відомий як «рись».
Коні-іноходці є швидшими та (що є найважливішим для вершника) менш схильні до порушення кроку (кінь, який починає йти галопом, повинен бути сповільнений і виведений на вулицю, доки він не відновить рись чи інохідь). Одна з причин, чому іноходці рідше порушують крок, полягає в тому, що вони часто носять пути (ремені, що з'єднують ноги з обох боків коня). Інохідь є неприродним алюром для коней, а кульгання використовуються для підтримки алюру на максимальній швидкості; бігання риссю (з іншою конструкцією через різницю в ході) стає все більш популярним з тієї ж причини.

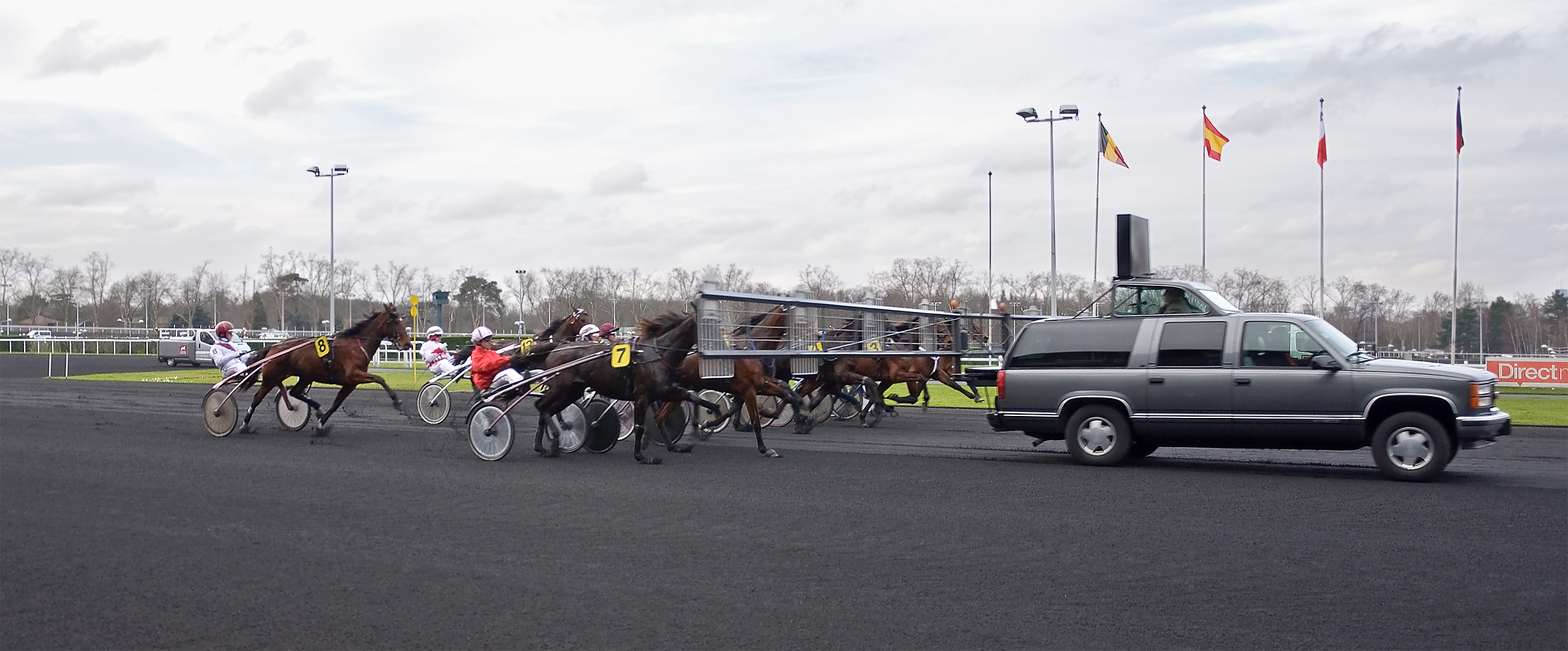
Мобільні стартові ворота у Венсенні, Франція

Більшість бігів стартують із-за моторизованих стартових воріт, також відомих як мобільний бар'єр. Коні починають іти інохіддю або риссю та шикуються за відкидними воротами, встановленими на рухомому транспортному засобі, який потім веде їх до лінії старту. На лінії крила воріт складаються, і транспортний засіб прискорюється від коней.
Інший вид старту — це старт стоячи, коли через доріжку є стрічки або уявні лінії, за якими коні або стоять нерухомо, або бігають риссю по колу парами за певною схемою, щоб групою вийти на лінію старту. Це дозволяє розміщувати гандикапи на конях (відповідно до класу) кількома стрічками, зазвичай з 10 або 20 метрами між стрічками. У багатьох європейських, а також деяких австралійських і новозеландських перегонах використовується старт стоячи, хоча це збільшує ймовірність «фальстарту», коли один або кілька коней починають «неінохіддю» і скачуть галопом. Потім перегони необхідно повернути на лінію старту для перезапуску, що може призвести до затримок у програмуванні та порушити ставки.
Сулкі (неофіційно відомий як «велосипед», а також відомий як павук) — це легкий двоколісний візок, оснащений велосипедними колесами. Водій (а не «жокей», як у чистокровних перегонів) носить легкий батіг, який в основному використовується для сигналу коня постукуванням і для створення шуму, ударяючи по насупленій древку. Існують суворі правила щодо того, як і скільки можна використовувати батіг; у деяких юрисдикціях (наприклад, у Норвегії) батоги заборонені. Для вправ або тренувань водії використовують так званий «візок для підтюпця», який є важчим і громіздким, ніж гоночна машина.

### Європа

#### Франція
Prix d'Amérique вважається головними бігами у світі. Вони проводяться щорічно на гігантському Венсенському іподромі у східному Парижі в кінці січня. Бюджет перегонів у 2016 році становив 1 мільйон євро, приблизно половина з яких дісталася переможцю. Коні беруть участь у перегонах на основі заробітку за все життя, якщо тільки вони не пройшли кваліфікацію, показавши хороші результати в попередніх шести кваліфікаційних перегонах.

#### Скандинавія та Фінляндія

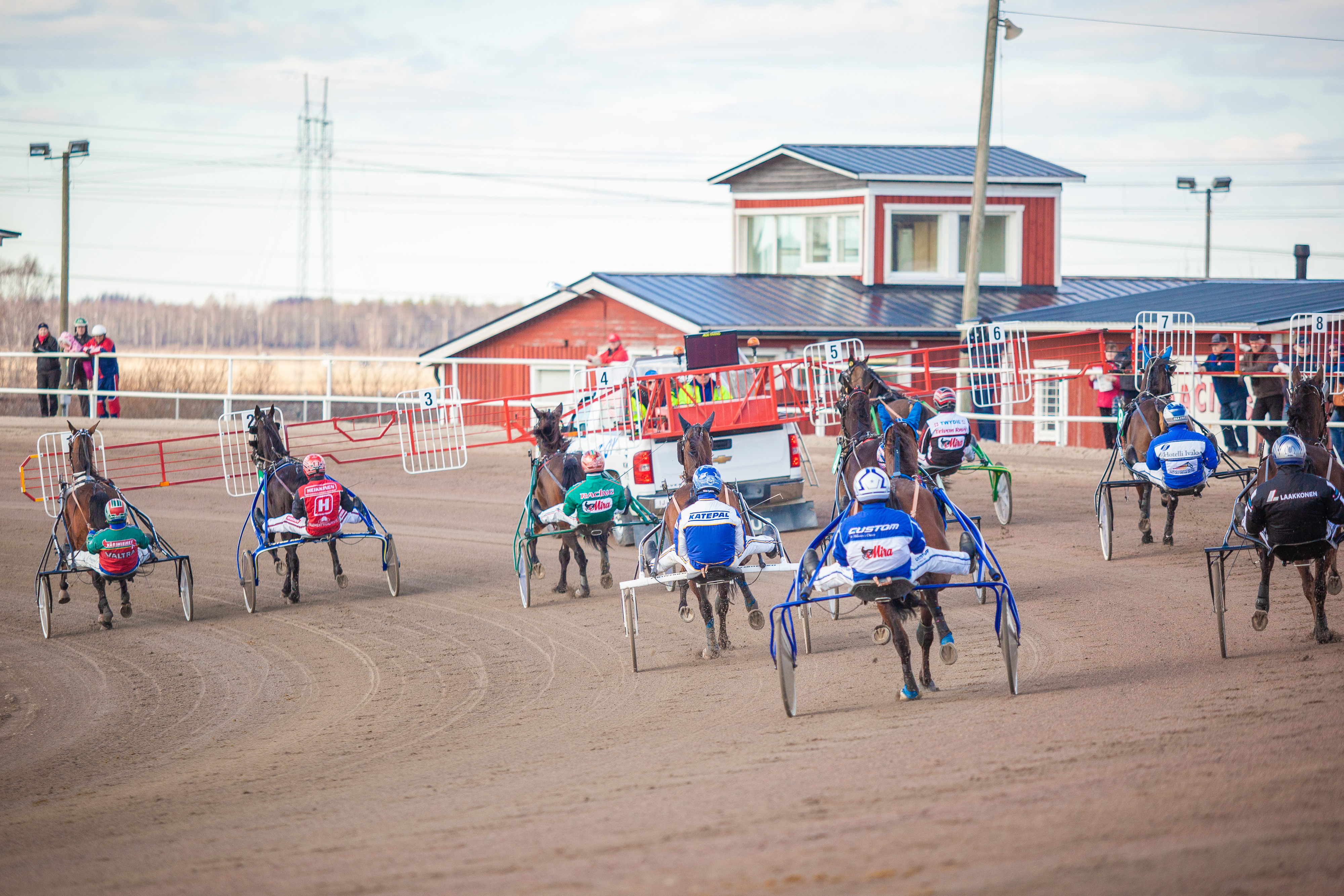
Біги 13 квітня 2019 року в Сейняйокі, Фінляндія

Швеція є «локомотивом» бігів у Скандинавії. Це професійний захід, що проводиться упродовж усього року, навіть у дуже високих широтах взимку.
У Швеції 33 траси для перегонів, а у Фінляндії 43. Для порівняння, у Швеції є лише три чистокровних іподроми. Один із них (Jägersro) є комбінованою чистокровною та стандартною доріжкою, а інша використовується лише раз на рік. Отже, єдина «чиста» чистокровна доріжка у Швеції — Bro Park.
У Солваллі, що в передмісті Стокгольма, наприкінці травня щороку проводяться перші перегони на милю Standardbred, Elitloppet (Елітні перегони). Іншими важливими щорічними перегонами є Svenskt travkriterium, перегони обмежені для трирічних коней, які також проводяться в Solvalla та Swedish Trotting Derby (відкриті для найкращих чотирирічних коней), які проводяться у вересні в Jägersro у Мальме. На останньому іподромі також проходить Меморіал Гуго Оберґса, який є міжнародними перегонами, відкритими для всіх коней.
Іншими важливими аренами для бігів у Скандинавії є Åby за межами Гетеборга, Манторп, Аксевалла, Бергсокер, Буден (майже біля полярного кола) і Шарлоттенлунд у столиці Данії Копенгагені.
Гра зі ставками називається V75 є грою номер один для ставок. Переможець семи (заздалегідь визначених) перегонів (з 12 або 15 кіньми) має бути обраний. Грати в один «ряд» дуже дешево, але люди зазвичай грають у великих системах, обираючи переможця в одному або двох перегонах і кількох коней в інших перегонах. Ціна системи швидко зростає, якщо в перегонах бере участь багато коней. Ціна за один «ряд» становить 1/2 SEK (приблизно 0,05 євро), але якщо, наприклад, робити ставку на 2, 5, 1, 7, 7, 1 і 4 коней у семи перегонах, ціна множиться як 0,5 × 2 × 5 × 1 × 7 × 7 × 1 × 4 = 980 шведських крон (приблизно 92 євро). Гравці виграють гроші, якщо отримають усіх сім, шість або п'ять коней прямо в системі. Але різниця між вибором усіх 7 переможців і лише п'яти величезна з точки зору грошей, які потрібно виграти.
Перегони V75 складаються з дистанцій 1640 м («коротка»), 2140 м («нормальна»), 2640 м («довга») і рідко 3140 м («наддовга»). Зазвичай довжина траси для перегонів становить 1000 метрів (внутрішня доріжка) з двома довгими ділянками та двома поворотами. Коні біжать проти годинникової стрілки. Коні класифікуються за кількістю призових грошей, які вони отримали за всю кар'єру. Класифікація від найнижчої до верхньої:
1. III клас
2. ІІ клас
3. І клас
4. Бронзовий дивізіон
5. Срібний дивізіон
6. Золотий дивізіон

- Є ще сьомий клас, тільки для кобил. Але кобили також належать до однієї з інших шести класифікацій.

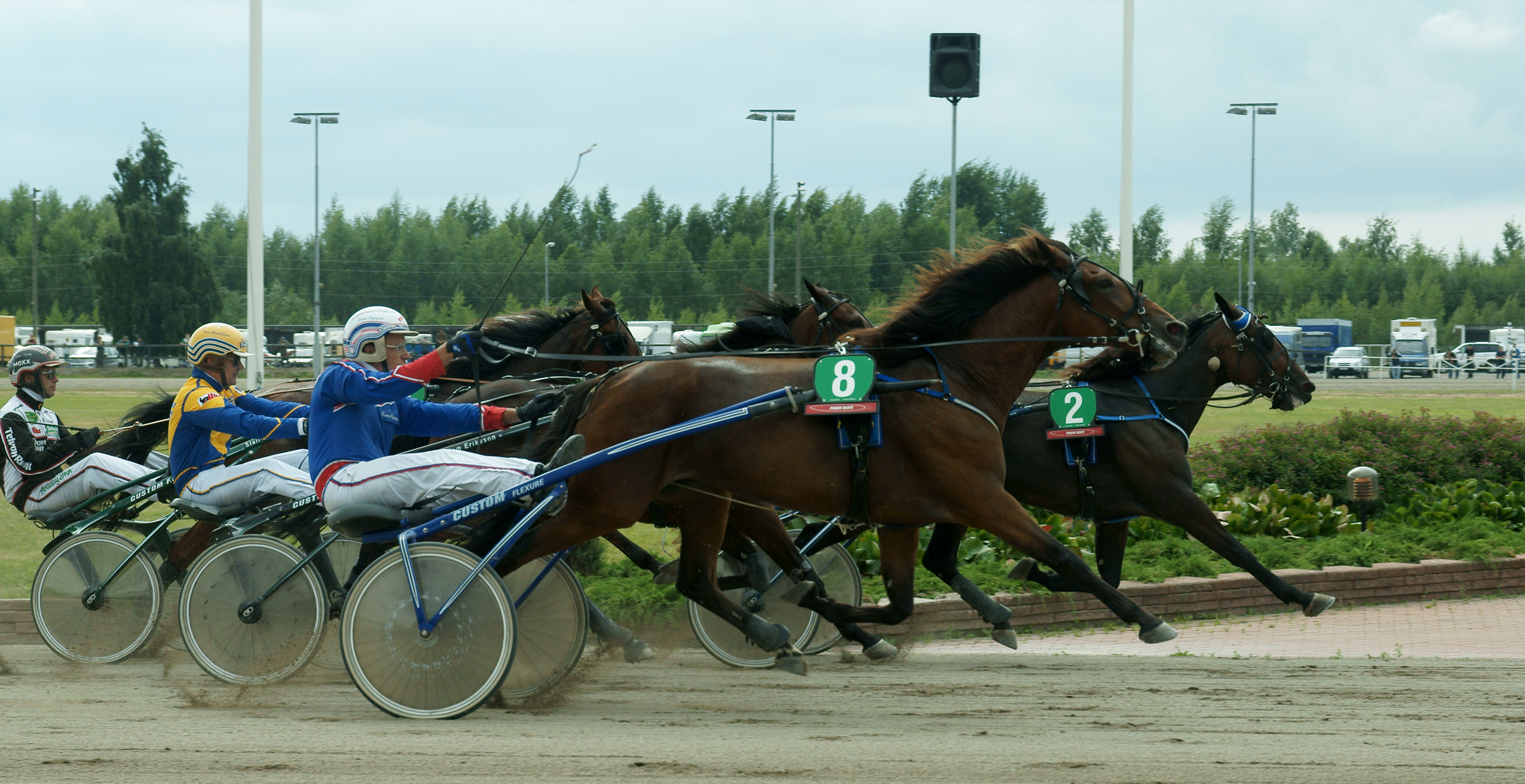
Біги в Порі, Фінляндія, 2011 р. На передньому плані Туомо Оянпера та палкий Sweet Sunrise.

Жеребці (і кастровані мерини) в цілому вважаються трохи кращими. У чисто кобилячих перегонах коні з вищої класифікації отримують 20, 40 або до 60 метрів додатково для бігу. Додавання дистанцій також відбувається в перегонах між класами. Зразком таких перегонів може бути срібний дивізіон проти класу II. У такому випадку коні Срібного дивізіону повинні бігти на 60 м позаду менш досвідчених коней Класу II.
У деяких перегонах використовуються мобільні стартові ворота, як у Сполучених Штатах. Інші перегони (до 16 коней) використовують кругову систему старту. Коні з позиціями від 1 до 5 — у першій хвилі, 6-12 або 15 — у другій хвилі. У вольтовому старті хороші стартові номери (які автоматично перетворюються на певні позиції) 1, 3 і 5 (трохи краще, ніж 2 і 4). Але номери 6 і 7 (які починають у другому вольті разом із номером 8 і вище) можуть набрати кращу швидкість після розвороту, але до того, як пролунає стартовий свисток. Коні можуть мати різну початкову швидкість, але не повинні перевищувати стартову лінію до того, як пролунає стартовий сигнал. Коні під номерами 6 і 7 можуть мати кращу швидкість на лінії старту, і попереду них немає коней. Завдяки цьому цифри 6 і 7 відомі як «бігові доріжки» при запуску від напруги. Коні 8, 9, 10, 11, 12 і 13, 14, 15 мають усіх коней попереду. Але щоб отримати перевагу «бігових доріжок», кінь має бути «швидким стартером».
Початок перегонів і стартова позиція (яка дорівнює певному числу, як пояснювалося раніше) дійсно важливі, незалежно від методу старту. Дуже хороший кінь у перегонах зі слабкими суперниками, але з поганим стартовим номером (наприклад, 12 або вище) може не стати головним фаворитом через погану стартову позицію, особливо на короткій дистанції.
Після старту вершники борються за хорошу бігову позицію. Наскільки це вдасться, залежить від коня, вихідної позиції та того, як суперники керують своїми кіньми. Через невисоку ширину та овальну форму траси для перегонів обгін є набагато складнішим маневром у порівнянні з галопом. «Боротьба за бігову позицію» під час старту та початку перегонів зазвичай закінчується в першому повороті. Після початкової боротьби за хорошу бігову позицію коні зазвичай утворюють два ряди або доріжки. Хороші позиції для бігу — лідируюча позиція внутрішньої доріжки або друге (чи третє) місце у зовнішній доріжці. Це пояснюється тим фактом, що зовнішня доріжка майже на 15 метрів довша за коло, біг спереду завжди важчий, ніж рух позаду (як у велоспорті). Позиції на внутрішній доріжці позаду лідера можуть здаватися найкращими. Але, як було сказано раніше, обгін — це непростий маневр. І коні на внутрішній доріжці цілком можуть опинитися в пастці на всьому шляху до фінішу через коней і насупи на зовнішній доріжці. З іншого боку, якщо отвір у зовнішній доріжці з'являється ближче до фінішу, такий кінь пройшов «легку їзду», і в нього залишилося багато сил.
Лідерська позиція зовнішньої доріжки, також відома як позиція «смерті», є дуже важкою для бігу, і тільки дуже сильні коні можуть виграти з цієї позиції. Якщо кінь завершує перегони з позиції «смерть», коментатори часто вказують на це, оголошуючи темп коня в кілометрах.
На коротких дистанціях (1640 метрів) кінь, який лідирує на внутрішній доріжці, має дуже хороші шанси стати переможцем. Під час тривалих перегонів (із досить рівномірними конкурентами) бігові позиції, такі як друга чи третя на зовнішній доріжці, мають хороші шанси, особливо якщо коні внутрішньої доріжки потрапляють у пастку позаду слабшого переднього коня.
Незважаючи на те, що будь-які види ставок на гроші є найпопулярнішим видом ставок у Швеції, відвідуваність перегонів цьому не відповідає. Навіть коли «траса V75 приїжджає в місто», відвідуваність рідко перевищує 5000 людей. Великі натовпи збираються лише на найбільших перегонах. Перегони риссю як вид спорту часто вважаються нудним, але в поєднанні зі ставками вони можуть швидко стати цікавими. Величезна популярність тротбеттингу у Швеції «перекидається» на сусідні Норвегію (11 стадіонів), Фінляндію (43) і Данію (9).

#### Ірландія
В Ірландії сьогодні біги пов'язують із спільнотою мандрівників, а деякі — із злочинними асоціаціями, завдяки яким нелегальні перегони відбуваються на дорогах загального користування.

#### Інші країни Європи
Рисьовий спорт і ставки також існують в Австрії, Бельгії, Німеччині, Угорщині, Сербії, Італії, Нідерландах, Мальті, Росії та Естонії. В Італії «тротто» таке ж популярне, як і «галоппо».

### Північна Америка

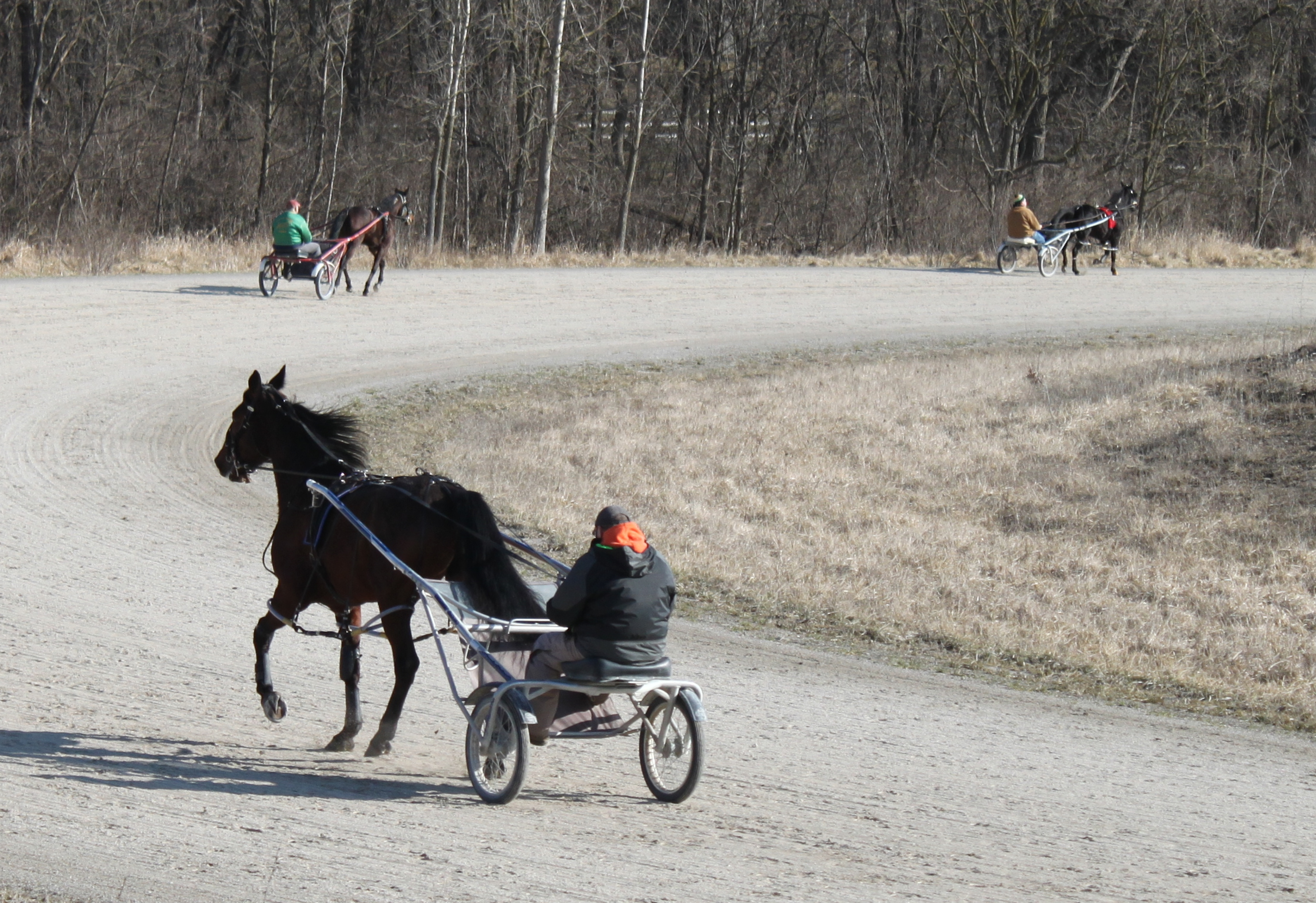
Тренування коней на бігах, Салем, штат Мічиган

Майже всі північноамериканські траси завдовжки в одну милю (1609 м). Більшість перегонів проводяться на трасах, створених виключно для бігів (деякі з поворотами), але на деяких трасах проводяться як упряжні, так і чистокровні перегони. Північноамериканські запряжні коні отримують «марку» (рекорд), яка є їхнім найшвидшим часом перемоги на цій дистанції. Біги передбачають багато стратегій.
Хоча переважна більшість перегонів завдовжки одна миля, змагання проводяться на кількох трасах різного розміру. Найпоширенішими є траси завдовжки 1/2 милі, 5/8 милі та 1 миля. Певні коні кращі на коротших трасах, а інші — на 1-мильних трасах, оскільки тут менше поворотів. Крім того, на коротших доріжках важлива рання швидкість, тоді як більший відрізок мильної доріжки надає перевагу коням із пізньою швидкістю для перемоги з відставання.
Зазвичай кілька вершників змагаються за перевагу від воріт. Потім вони намагаються уникнути «затиснення», коли коні стають у дві лінії — одні на поручні, а інші зовні — на другій чверті милі. Вони можуть вирішити піти на фронт; бігти по фронту на зовнішньому боці («перший над», складна позиція); або перегони з «чохлом» назовні. На поручні позаду лідера є місце вибору, відоме як «кишеня», і кажуть, що кінь у такому положенні має «поїздку в сад». Третє місце на рейках — це небажане місце, яке на малих дистанціях називається «смертельна яма».
Коли перегони наближаються до позначки в три чверті милі, вершники застосовують свою тактику для просування своїх позицій — ранній вихід у лідери; об'їзд поля; пересування по відкритій рейці; просування позаду коня, очікується втома тощо. Запряжні коні прискорюються під час останньої чверті милі перегонів. Фініш бігів захоплюючий і часто дуже близький. У суддів є камера для фотофінішу, яка допомагає їм визначити порядок фінішу, якщо це необхідно.
До 1990-х років на доріжках упряжів була внутрішня рейка, дуже схожа на доріжки Thoroughbred. Ця «рейка втулки» була замінена рядом коротких пілонів (зазвичай з гнучкого матеріалу), які позначають внутрішню межу курсу. Ця зміна була в основному з міркувань безпеки; це дозволяє вершнику з'їхати всередину дистанції, якщо це необхідно, наприклад, коли його кінь порушує крок, але він не може рухатися назовні через те, що перебуває в боксі, таким чином уникаючи травм себе, свого коня та інших учасників.
Ця зміна дозволила ще одне нововведення, «перегони на відкритій розтяжці». (З 2011 року перегони на відкритій смузі не є універсальними.) Додаткова смуга доступна всередині місця, де мала бути рейка. Якщо лідер перегонів стоїть на рейках у верхній частині домашньої смуги, він за правилом зобов'язаний підтримувати цю лінію (або рухатися далі), тоді як коні позаду лідера можуть рухатися на відкриту доріжку з місцем, щоб пройти лідера якщо можливо. Це вирішує поширену проблему, коли коні, що йдуть, «заблоковані» (позаду лідера, інший кінь зовні). Це робить перегони більш відкритими, з потенційно вищими виграшами — і більш привабливими для гравців.

### Австралія та Нова Зеландія
Австралійські перегони відрізняються від північноамериканських тим, що використовуються дистанції в метричній формі, як правило, еквівалентні одній милі, а коні класифікуються за кількістю перемог. Інша велика відмінність полягає в тому, що в австралійських перегонах лідер не повинен передавати лідерство будь-якому коню, який кидає виклик, часто залишаючи коня, розташованого поза лідером на «смертельній позиції» або просто «смерті» (відомому як «супроти бризу» у Новій Зеландії), оскільки цей кінь покриває більшу ділянку землі, ніж лідер. В австралійських перегонах, як правило, більше коней у кожному заїзді; поле на 12 або 13 не є рідкістю. Загалом це означає, що з меншими доріжками починається «триширокий шлейф», коли на полі лунає дзвінок, який сигналізує про останнє коло.
Перегони в Новій Зеландії дуже схожі на перегони в Австралії. Чимало коней можуть легко «перетнути Тасман» і змагатися також по обидва боки моря, що розділяє Австралію та Нову Зеландію. В обох країнах діє однакова система «відкритої смуги», хоча в Австралії вона називається «смуга спринту», а в Новій Зеландії «смуга розгону». Ці смуги не працюють на всіх трасах і були предметом суперечок між багатьма учасниками галузі.
Сучасні стартові ворота, які використовуються в Австралії, тепер включають автоматичний старт. Це нововведення дозволяє стартеру зосередитися на фактичному розташуванні коня під час «підвищення результатів».
Сучасні стартові ворота використовують лише водія для керування транспортним засобом і стартера в задній частині, щоб спостерігати за перегонами та, якщо необхідно, оголошувати фальстарт. Стартова швидкість, прискорення, відстань до результатів і закриття воріт контролюються за допомогою комп'ютерної системи, яка контролює транспортний засіб і надає роздруківку в кінці результату. Деяким клубам бігів було надано додаткові кошти на встановлення комп'ютеризованих мобільних бар'єрів AVA.
В Австралії та Новій Зеландії біги проводяться як на невеликих сільських трасах, так і на великих міських майданчиках, створюючи можливість навіть для тренерів-хобі досягти успіху, якщо вони мають виняткового коня. Основні траси: Gloucester Park (Перт), Globe Derby Park (Аделаїда), Albion Park (Брісбен), Menangle Park Paceway (Сідней), Melton Entertainment Park (Мельбурн), Alexandra Park (Окленд) і Addington Raceway (Крайстчерч). Розведення та перегони американських рисаків є водночас відданою розвагою та професією для учасників галузі. На головних подіях тепер призові кошти можуть перевищувати 1 мільйон австралійських доларів, а нещодавні оновлення деяких майданчиків дозволили створити умови світового класу для бігів. Доходи від ставок зазнали тиску як через чистокровні перегони, так і через розширення можливостей у перегонах з хортами, проте «рисі» все ще мають відданих прихильників і багату історію, якою можна насолоджуватися. Вечір п'ятниці, як правило, вважається головним вечорам для перегонів риссю, хоча більше ключових подій відбувається у вихідні дні.

## Важливі перегони

### Сполучених Штатів і Канади
Важливі щорічні перегони — це Hambletonian для 3-річних рисаків, Little Brown Jug для 3-річних іноходців і серію Breeders Crown із дванадцяти перегонів, що охоплюють кожну з традиційних категорій віку, ходи та статі. Hambletonian є частиною Потрійної корони бігів для рисаків, а Little Brown Jug є частиною Потрійної корони бігів для іноходців. До важливих канадських перегонів належать Золотий кубок із блюдцем у Шарлоттаунському драйвинг-парку, Кубок Північної Америки (для іноходців), Канадське пейсінг-дербі та Мейпл Ліф Трот.
Індустрія бігів проводить щорічний Grand Circuit, який включає в себе багато найпрестижніших перегонів як для іноходців, так і для рисаків. Заснований у 1871 році та вперше проведений у 1873 році на чотирьох трасах, Grand Circuit тепер відвідує 20 трас, станом на останній сезон 2021 року.
Найвідоміші стадіони для упряжних упряжів у Північній Америці — іподром Медоулендс в Іст-Ратерфорді, Нью-Джерсі, Yonkers Raceway у Йонкерсі, Нью-Йорк, Червона миля в Лексінгтоні, Кентуккі і Могавк Парк у Кемпбелвіллі, Онтаріо. Починаючи з 1947 року, Асоціація авторів упряжної техніки Сполучених Штатів щорічно голосує за «Упряжного коня року». Із моменту заснування іноходці удостоїлися цієї нагороди 31 раз, а рисаки 26 разів.

### Австралія та Нова Зеландія
Головною подією австралазійських перегонів є Inter Dominion Series, яка включає в себе серію іноході та серію риссю. Серія проводиться щорічно та чергується навколо державних контролюючих органів Австралії, а один раз на чотири роки в Новій Зеландії проводяться Чемпіонати між домініонами.
Основними змаганнями для спортсменів відкритого віку в Австралії є Miracle Mile Pace, AG Hunter Cup, Victoria Cup та Australian Pacing Championship. Найпрестижніші події для трирічних, зокрема Дербі Вікторії, Дербі Нового Південного Уельсу та Австралійське дербі. Для молодших коней є серії, які випливають із продажу однорічних коней, включаючи Australian Pacing Gold і Australasian Breeders Crown.
У Новій Зеландії основні перегони включають New Zealand Trotting Cup та Auckland Pacing Cup, а також New Zealand Free For All, Noel J Taylor Memorial Mile та New Zealand Messenger Championship. Є також Новозеландське дербі та Велике північне дербі для трирічних, а також Домініон Фора та Rowe Cup для рисаків. День перегонів Harness Jewels (чемпіонат наприкінці року для дво-, три- та чотирирічних рисаків) відбувається наприкінці травня/на початку червня
Основні відкриті перегони в Австралії та Новій Зеландії об'єднані в Australasian Pacers Grand Circuit.

### Європа

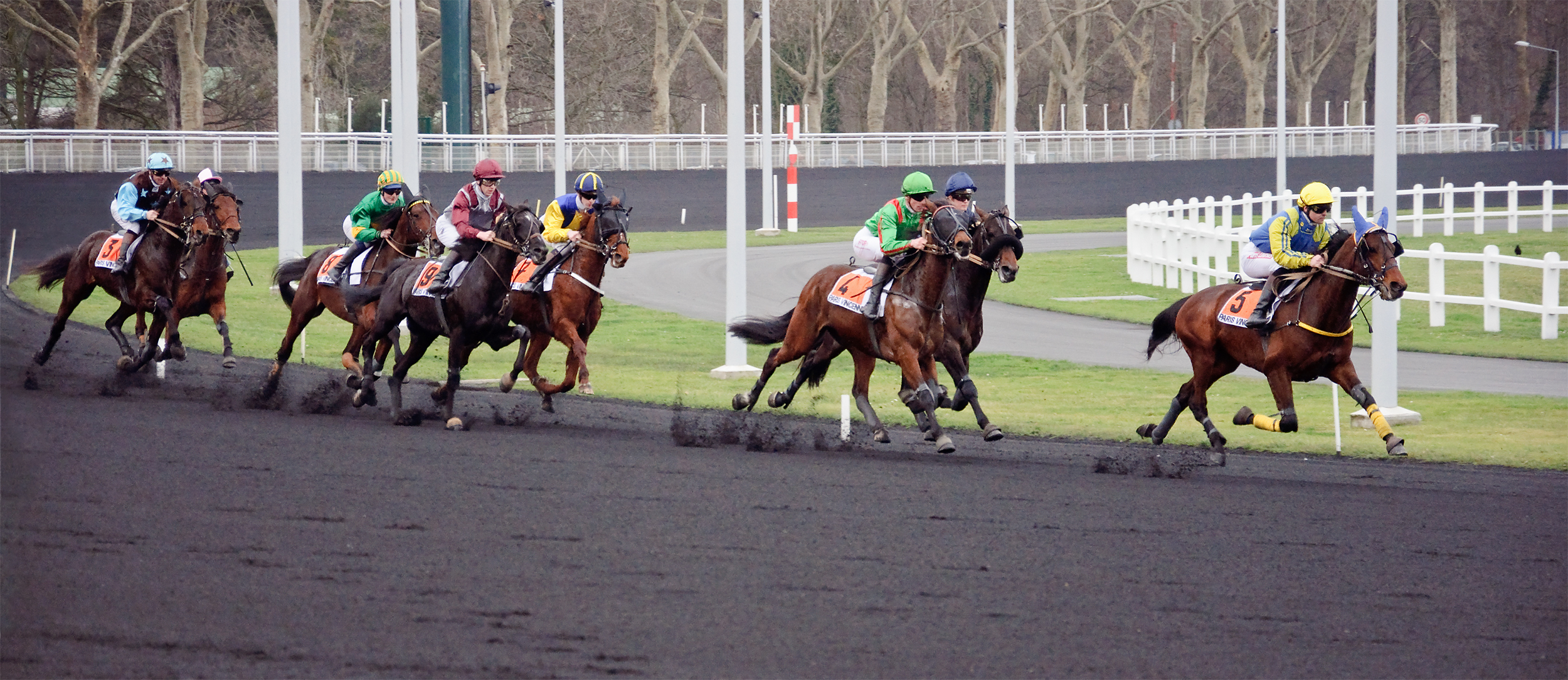
Рисаки мчаться під сідлом на іподромі Вінсенн

Провідні європейські біги проводяться у Франція, Італія та Швеція, і цей вид спорту досить популярний у більшості країн Північної Європи. Практично всі перегони в Європі є рисистими.
Prix d'Amérique на іподромі у Венсенні поблизу Парижа вважається найпрестижнішою подією європейських перегонів року. Інші відомі перегони включають гонку на одну милю Елітлоппет на трасі Солвалла поблизу Стокгольма, Швеція та Gran Premio Lotteria di Agnano в Неаполі, Італія. Щорічний тур Grand Circuit для найкращих рисаків включає низку престижних європейських перегонів. Усі відомі країни, що займаються перегонами, також проводять власні престижні змагання для молодих коней.
Monté (перегони в сідлах) нещодавно були запроваджені у більших масштабах у Швеції та Норвегії, щоб підвищити інтерес і залучення до цього виду спорту. Заїзди на сідлах також є звичайним явищем у Франції, і, хоча вони рідше, вони не вважаються винятковими в інших європейських країнах, що їздять риссю.